# Ludwig Guttmann

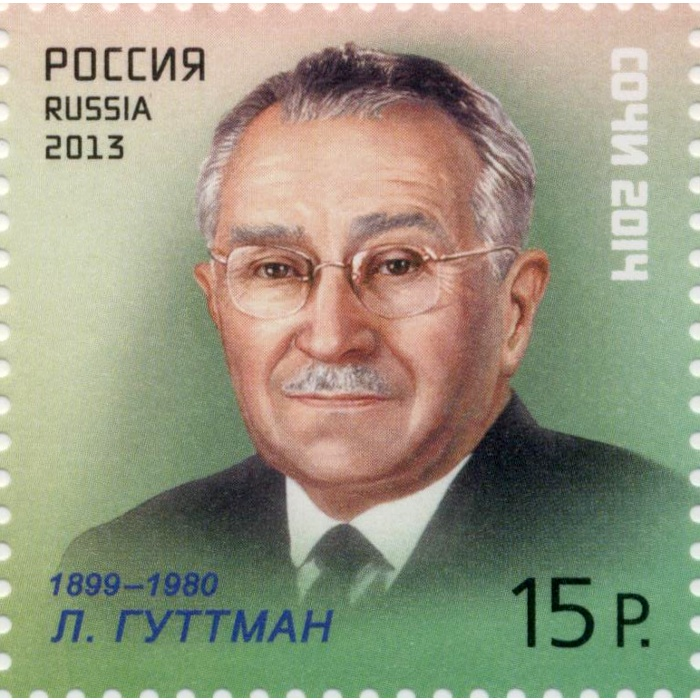
Ludwig Guttmann på ett ryskt frimärke, 2013.

Ludwig Poppa Guttmann, född 3 juli 1899 i Tost i provinsen Schlesien i kungariket Preussen, död 18 mars 1980 var en tyskfödd brittisk neurolog och initiativtagare till de Paralympiska spelen.
Guttmann var av judisk börd och flydde från Tredje riket till England före andra världskriget. Han räknas som en av grundarna av organiserad fysisk aktivitet för personer med funktionshinder. Han grundade ett center för ryggmärgsskador på Stoke Mandeville Hospital i Buckinghamshire i Storbritannien år 1944 och var dess chef till 1966. Guttmann ansåg att sport var ett bra sätt att rehabilitera krigsveteraner och anordnade en tävling mellan patienter i rullstol från två sjukhus år 1948.

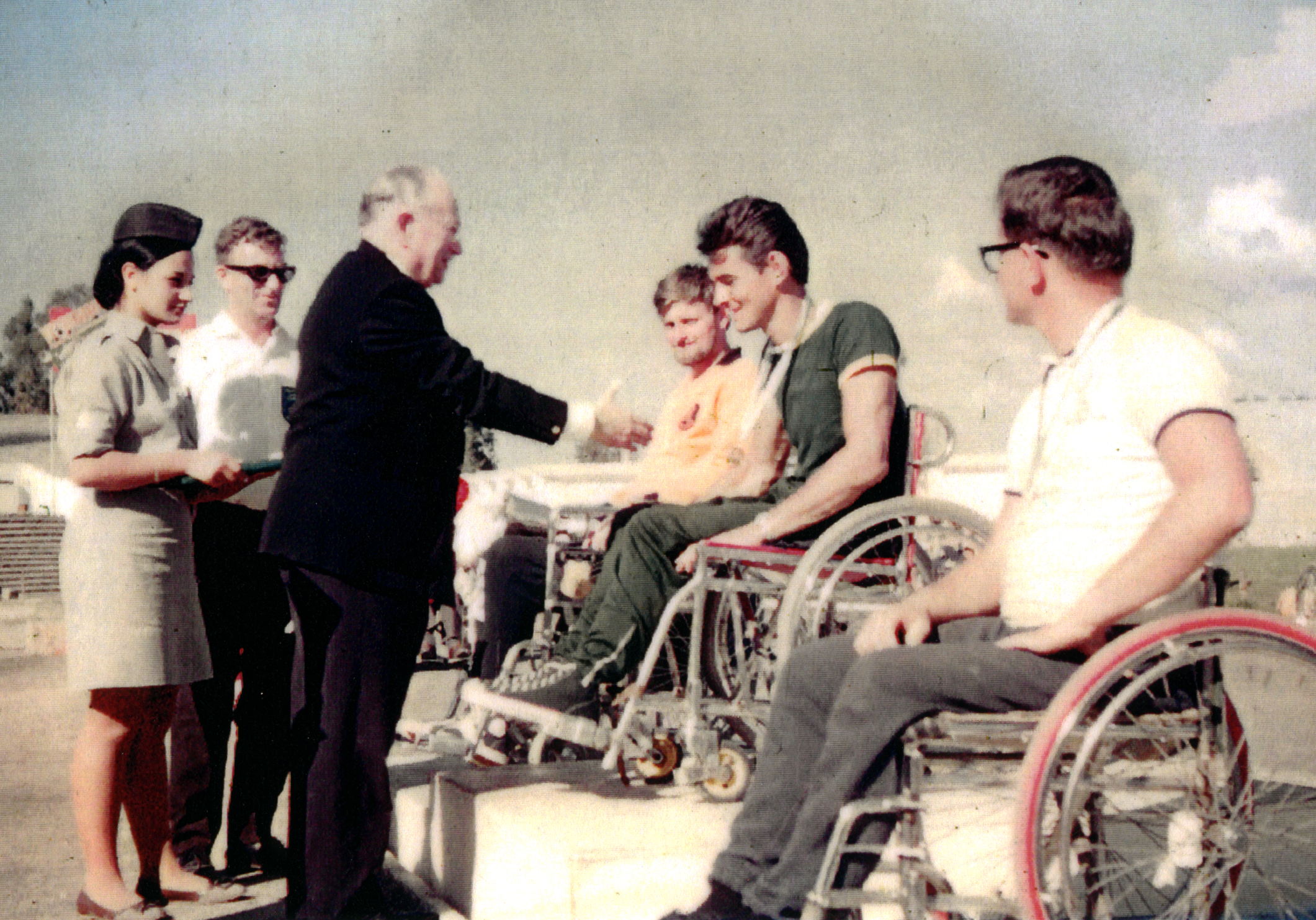
Ludwig Guttmann delar ut medaljer vid paralympiska sommarspelen 1968 i Tel Aviv, Israel.

Stoke Mandeville Games, som tävlingarna kallades, avhölls varje år och utvecklades senare till de paralympiska spelen. 